# Дионисий (Хитров)
Епи́скоп Диони́сий (в миру Дмитрий Васильевич Хитров; 22 октября 1818, Хитрово, Данковский уезд, Рязанская губерния — 8 [20] сентября 1896, Москва) — епископ Русской православной церкви, епископ Уфимский и Мензелинский. Миссионер, один из переводчиков Священного Писания и богослужебных текстов на якутский язык. Лично разработал грамматику якутского языка и первый букварь, осуществлял корректуру всех изданий и их подготовку к печати.

## Биография
Родился 22 октября 1818 года в бедной и многодетной семье пономаря села Хитрово Данковского уезда Рязанской губернии Василия Ивановича Хитрова и Марии Игнатьевны Хитровой. В раннем возрасте он осиротел и остался без каких-либо средств к существованию.
С 6 лет обучался грамоте в доме священника Тимофея Венцева, затем у дворовых людей. В сентябре 1828 года поступил в Данковское духовное училище, где получил фамилию Хитров от названия родного села. В 1832 году осиротел, умер и старший брат-пономарь Вознесенской церкви села Хитрово Василий Васильевич Хитров, у которого жил Дмитрий Хитров во время учебы.
В августе 1834 года, сдав экзамен «с похвалой», был переведен в Рязанскую духовную семинарию, которую окончил в 1840 году по первому разряду. В том же году указом Святейшего Синода в числе 10 лучших воспитанников семинарии был направлен на миссионерское служение в Иркутскую епархию.
Вступил в брак и 22 января 1841 года вместе с супругой, Александрой Ивановной, отправился в Сибирь. 16 марта 1841 года Дмитрий Васильевич Хитров был рукоположен в сан диакона, а 6 апреля того же года — во священника Преображенской церкви города Якутска, после чего пятнадцать лет (1841—1858) состоял миссионером, проповедуя среди инородцев. В 1841 после рождения первенца — Михаила, Александра повредилась рассудком, это заболевание не оставляло ее до смерти 8 ноября 1863 г.
Возведённый в сан протоиерея, с 1856 года занимал должности: смотрителя Якутского духовного училища и ректора Якутской семинарии, продолжая вместе с тем прежнюю миссионерскую деятельность до 1867 года.
Архиепископ Иннокентий (Вениаминов) в письме графу А. Н. Муравьёву от 31 января 1857 года писал, что «лучшего для Якутской епархии и не найти».
3 июля 1867 года указом Святейшего Синода был назначен викарием Камчатской епархии. После этого был пострижен в монашество с именем Дионисий (точная дата не установлена).
9 февраля 1868 года в Благовещенске-на-Амуре был хиротонисан в епископа Якутского, викария Камчатской епархии. Хиротонию возглавил святитель Иннокентий (Вениаминов).
В состав Камчатской епархии входили на тот момент материковые области Империи Дальнего Востока и Аляска с островами. По этой причине формально являясь викарием, фактически был самостоятельным архиереем, который решали все вопросы, связанные с повседневной церковной жизнью: рукоположение священнослужителей, церковный суд, объезд приходов, надзор за жизнью своих прихожан.
С 12 января 1870 года, по образовании отдельной Якутской кафедры, состоял самостоятельным епископом.
многократно предпринимал продолжительные и опасные миссионерские путешествия по своей обширной епархии, проповедуя миру Евангелие, утверждая новообращенных в истинах веры, благоустраивая свою паству в духовно-нравственном отношении. Он обращал в православие десятки тысяч людей, строил храмы, школы, устраивал церковную жизнь.
Самым важным памятником миссионерской деятельности епископа Дионисия является составление якутской азбуки и грамматики, а также перевод на якутский язык и издание Нового Завета, Книги Бытия, Псалтири, Служебника, Требника, Каноника, Часослова и целого ряда произведений религиозной литературы.
За свои многолетние труды в 1881 году был избран в почётные члены Казанской Духовной Академии.
12 декабря 1883 года переведён на Уфимскую епископскую кафедру, где и находился почти до самой смерти.
Скончался 8 сентября 1896 года в Москве, куда прибыл на лечение. Погребён под соборным храмом московского Покровского миссионерского монастыря.

## Публикации
- «Евангелие от Марка, на якутском языке». М., 1848.
- «Описание Жиганского улуса» // Западно-Сибирское отделение РГО. 1856. Кн. 1;
- Обозрение церквей Уфимской епархии его преосвященным Дионисием, еп. Уфимским и Мензелинским // Уфимские Епархиальные Ведомости. 1889. № 17. С. 529—545; № 18. С. 562—577; № 19. С. 607—622; № 20. С. 651—658; № 21. С. 684—688; № 22. С. 718—726; № 23. С. 743—754; № 24. С. 786—795; 1890. № 1. С. 13-20; № 2. С. 62-68; № 3. С. 95-102; № 4. С. 131—137; № 5. С. 174—178; № 6. С. 200—206; № 7. С. 235—241; № 8. С. 283—293; № 9. С. 334—356;
- «Краткая грамматика якутского языка». М., 1858.
- Преосвященный Дионисий, еп. Уфимский и Мензелинский: (Автобиогр.) // Прибавление к Церковным Ведомостям 1900. № 14. С. 575—728;
- Путевой журнал священника приходных церквей г. Якутска Д. В. Хитрова за 1849—1854 гг.: Мат-лы к биогр. преосв. Дионисия, еп. Уфимского и Мензелинского // Уфимские ЕВ. 1903. № 1. С. 31-40; № 2. С. 126—132; № 3. С. 188—197; № 4. С. 247—254; № 5. С. 304—312; № 6. С. 396—403; № 7. С. 463—468; № 8. С. 521—525; № 9. С. 609—613; № 10. С. 650—660; № 11. С. 727—738; № 13. С. 866—876; № 14. С. 966—973; № 15. С. 1024—1031; № 16. С. 1092—1105; № 17. С. 1166—1174; № 18. С. 1227—1235; № 19. С. 1325—1335; № 20. С. 1372—1383; № 21. С. 1442—1449; № 22. С. 1566—1573; № 23. С. 1644—1652;
- Письма Владыки к брату, священнику с. Воейкова, Рязанской епархии, о. Г. В. Хитрову, и племяннику, свящ. с. Жерновков, той же епархии, о. И. Г. Хитрову: Материалы к биогр. преосв. Дионисия, еп. Уфимского и Мезелинского // Там же. 1904. № 5. С. 302—307; № 6. С. 375—380; № 7. С. 443—448; № 8. С. 509—515; № 9. С. 567—571; № 10. С. 640—645; № 11. С. 755—759;
- Письма Владыки к секретарю своему П. М. Некрасову [из Санкт-Петербурга, 1887—1888]: Материалы к биографии преосв. Дионисия, еп. Уфимского и Мезелинского // Там же. 1904. № 22. С. 1515—1520; № 23. С. 1576—1581.